# Reginald Enos Kirkland Philips junior
Reginald Enos Kirkland Philips junior (* 22. Juni 1951 in Kingston Parish; † 29. Dezember 1986 in Port of Spain) war ein jamaikanischer Diplomat.

## Leben
Philips junior war der Sohn von Miriam Marjorie Rodgers und R.E.K. Philips (Sr.). Von 1964 bis 1968 war R.E.K. Philips (Sr.) Chief Welfare Officer der High Commission of Jamaica in London. Hugh Greene veranstaltete zwei Konferenzen für ein Bildungskonzept der British Broadcasting Corporation für Menschen aus den Westindischen Inseln im Commonwealth of Nations. Dazu bemerkte R.E.K. Philips (Sr.), dass es nicht so sehr um Radio- oder Fernsehbildung für Westinder geht, sondern vielleicht um Bildung der britischen Öffentlichkeit in Bezug auf Akzeptanz, zu einem Einräumen, dass möglicherweise behauptete Unterschiede auf Stereotypen basieren.
Philips junior heiratete Juno Jacquelineson Matthew, besuchte das Jamaica College, war Bachelor der University of Durham und erwarb ein Diplom der Unternehmensführung. Von 1974 bis 1975 war er Oberlehrer an der Kingston Secondary School. Von 1975 bis 1976 leitete er die Öffentlichkeitsarbeit des jamaikanischen Außenministeriums und war Verwaltungsbeamter im Jamaica Bauxite Institute, Kingston. Von 21. Dezember 1978 bis 29. Dezember 1986 war er jamaikanischer Hochkommissar (Commonwealth) to the Associated Staates (Westindische Föderation) in Bridgetown Barbados, Georgetown (Guyana), St. George’s (Grenada) und war als Botschafter in Caracas, Brasília, Bogotá, Lima und Paramaribo (Surinam), mit Sitz in Port of Spain (Trinidad und Tobago) akkreditiert.